# Артабан I (царь Парфии)
Артабан I (Аршак III) — историческая фальсификация, якобы царь Парфии, сын Тиридата и отец Фрияпатия, придуманный в XVIII веке французским нумизматом Жаном Фуа-Вайяном на основании неверного прочтения труда «Эпитома „Филипповой истории“ Помпея Трога» Юстина. Разоблачена ещё в конце XIX века Альфредом фон Гутшмидом, но пользовалась популярностью в XX веке. Ныне в историографии не признаётся существование такого правителя Парфянского царства.

## История и историография фальшивки
До XXI века практически не дошло источников о Парфянском царстве. Сами парфяне не оставили их совершенно, а немногочисленные римские и греческие источники не нейтральны и нередко противоречивы между собой в фактах. Они крайне поверхностны и не учитывают иранскую специфику. Другие источники, такие как арабские, китайские и армянские, также не лишены этих недостатков. Свидетельства о правлении первых правителей Парфии включают противоречивые единичные упоминания, и реконструкция их правления носит предположительный характер.
Всё известное на сегодняшний день о первых четырёх правителях Парфии из-за наличия немногочисленных и противоречивых источников является неопределённым, в связи с чем авторы исследований первоначально разделились во мнениях, кого именно считать следующими друг за другом правителями, и на свет появился ряд противоречащих друг другу гипотез. Первая рассматривает Аршака I как фигуру легендарную, а его брата Тиридата — как основного правителя царства, наследником которого стал якобы его сын Артабан I. Она имеет статус традиционной истории династии Аршакидов. Этой версии придерживалось большинство ранних исследователей Парфии. В публикациях XX века и ранее тот человек, что в более современных публикациях обозначается как «Артабан I», носил имя «Артабан II», в то время как Артабаном I называли сына якобы ставшего наследником своего брата Аршака Тиридата. Согласно ранним исследователям парфянской истории, в 211 году до н. э. царь Парфии Тиридат I умер, и ему наследовал сын Артабан I. В 209 году до н. э. он якобы столкнулся с царём Селевкидов Антиохом III, который одержал над парфянами победу, нейтрализовав Парфию и оставив Аршакидам лишь небольшие владения на границе с Греко-Бактрийским царством. Антиох попытался вернуть государству Селевкидов и владения в Бактрии, но потерпел поражение, а его дальнейший разгром при Магнезии привёл к началу парфянской территориальной экспансии. Согласно данным авторам, Артабан I умер в 191 году до н. э., и его наследником стал якобы его сын Фрияпатий. Данное мнение основывается на предположении, которое на основании труда Юстина сделал в XVIII веке французский нумизмат Жан Фуа-Вайян. Однако ещё в конце XIX века немецкий историк Альфред фон Гутшмид отметил его некорректность.
Уже в 1911 году антиковед Э. Мейер в статье для «Британской энциклопедии» назвал Тиридата вымышленным правителем. В дальнейшем новые археологические находки привели к пересмотру традиционной истории династии и появлению другой гипотезы, которую в середине XX века предложил и в дальнейшем развил польский историк Юзеф Вольский. Она отрицает историчность Артабана и Тиридата, рассказывая, что Аршак I правил более 30 лет и его наследником стал сын того же имени. Уже к концу XX века многие авторы на основании исследований Вольского считали, что Артабана, сына Тиридата, никогда не существовало, однако тогда данный правитель ещё относительно часто встречался в научных трудах, в частности, в «Кембриджской истории Ирана», автор главы о Парфии, в которой Д. Бивар назвал теорию Вольского неоднозначной, предпочёл в своих династических таблицах привести и первую, и вторую хронологию правителей. Однако в дальнейшем точку зрения польского историка приняли, и она стала господствующей среди исследователей парфянской истории. Подавляющее большинство современных антиковедов-иранистов называет Аршака I и Аршака II отцом и сыном и первыми правителями Парфии, а Тиридата и Артабана — наследника и сына Тиридата — вымышленными правителями. Предположительно, большинство парфянских царей были потомками Тиридата, а не Аршака, в связи с чем они сознательно возвеличивали своего прямого предка и умаляли роль Аршака в создании Парфянского царства.
По состоянию на XXI век предположение, что третьего правителя Парфии звали Артабан, периодически встречается в литературе, однако является давно устаревшим: большинство современных исследователей отрицают существование такого правителя, как сын Тиридата по имени «Артабан», а также отрицают само правление Тиридата, называя Артабаном I сына Фрияпатия, бывшего Артабана II. События, которые ранее приписывались времени правления Артабана I, наследника Тиридата, ныне описываются как происходившие в годы правления Аршака II, сына долгоправившего и умершего в преклонном возрасте Аршака I.